# やがて君になる (アニメ)
『やがて君になる』（やがてきみになる）は、2018年に放送された日本のテレビアニメ。仲谷鳰による同名の漫画を原作とし、加藤誠が監督を務め、TROYCAが制作した。2018年10月から12月にかけてAT-Xほかにて全13話が放送された。恋愛感情が分からない少女である小糸侑を主人公とし、その先輩であり他人に好かれることを望まない少女である七海燈子との恋愛が描かれる。
本作は加藤にとって監督2作目となった。脚本・構成は花田十輝が担当し、キャラクターデザインと総作画監督は合田浩章が担当した。本作はCrunchyroll Anime Awards 2019のBest Animationにノミネートされ、東京アニメアワードフェスティバル2020のアニメファン賞において6位となった。

## あらすじ
アニメでは原作漫画の第6巻の途中にあたる生徒会劇までの様子が描かれる。恋愛感情が分からない高校1年生の小糸侑は、2年生であり生徒会役員である七海燈子と出会う。誰に告白されても好きになれないと言う彼女に侑は共感を覚えるが、燈子は侑に対して告白する。しかし、一方で燈子は自分のことを好きにならないよう侑に伝える。侑は燈子の生徒会選挙の演説を手伝うことになり、立会演説会で燈子の推薦演説を行う。選挙の結果、燈子は生徒会長に就任する。侑も生徒会に入り、燈子の親友である佐伯沙弥香のほか、槙聖司や堂島卓といったメンバーと共に生徒会役員となる。
新たに生徒会長となった燈子は、文化祭において生徒会による劇を行うことを提案する。そうしたなかで侑は、燈子には死去した姉がおり、燈子が姉の姿を無理に演じていることをを知る。生徒会のメンバーは劇の練習のため合宿に出かける。合宿を終えた後、侑と燈子は水族館にデートに出かける。デートの終盤、侑と燈子は劇の練習のためエチュードを行う。そこで侑はあくまで自分は燈子のことしか知らないと本音をぶつけ、これによって燈子の心は動いていく。

## 登場人物
| 登場人物                     | 声         |
| ---------------------------- | ---------- |
| 小糸 侑（こいと ゆう）       | 高田憂希   |
| 七海 燈子（ななみ とうこ）   | 寿美菜子   |
| 佐伯 沙弥香（さえき さやか） | 茅野愛衣   |
| 槙 聖司（まき せいじ）       | 市川太一   |
| 堂島 卓（どうじま すぐる）   | 野上翔     |
| 叶 こよみ（かのう こよみ）   | 小原好美   |
| 日向 朱里（ひゅうが あかり） | 寺崎裕香   |
| 箱崎 理子（はこざき りこ）   | 中原麻衣   |
| 児玉 都（こだま みやこ）     | 森なな子   |
| 小糸 怜（こいと れい）       | 小松未可子 |

## 制作
| 原作                             | 仲谷鳰     |
| 監督                             | 加藤誠     |
| シリーズ構成・脚本               | 花田十輝   |
| キャラクターデザイン・総作画監督 | 合田浩章   |
| 色彩設計                         | 篠原真理子 |
| 美術監督                         | 永𠮷幸樹   |
| 美術設定                         | 佐藤正浩   |
| 撮影監督                         | 加藤友宜   |
| CGディレクター                   | 井口光隆   |
| 編集                             | 右山章太   |
| 音響監督                         | 明田川仁   |
| 音楽                             | 大島ミチル |
| 音楽制作                         | KADOKAWA   |
| アニメーション制作               | TROYCA     |

### 企画・スタッフ
本作の監督である加藤誠は、2015年に放送されたアニメ『櫻子さんの足下には死体が埋まっている』で初めて監督を務め、本作が2作目となった。加藤はKADOKAWAから次にアニメ化する作品について何作か提示され、その中から『やがて君になる』を選んだ。この作品を選んだ理由として加藤は、自分がやりたい空間演出やレイアウトを行うことができると感じたことや、物語に普遍性があると感じたということを挙げている。また、自身がこれまで百合というジャンルに興味を持っていなかったこともアニメを作るうえで強みになるとも感じたという。
本作のプロデューサーはTROYCAの長野敏之が務めた。キャラクターデザインと総作画監督を務めた合田浩章は長野によって起用された。合田によると、長野は原作に男性ファンが多いことから男性向けアニメとして作ると語っていたという。加藤によると、シリーズ構成と脚本を務めた花田十輝はいちど加藤と直接会って話し合った結果、引き受けることとなったという。

### 脚本・構成
本作の脚本・構成は花田十輝が務めた。構成にあたっては、まず監督である加藤が原作のなかからアニメに入れたい部分を花田に提出し、それを花田が構成案としてまとめた。その際には、アニメをどこで終えるかが重視された。加藤は原作6巻にあたる生徒会劇までやることを考えたが、1クールでそこまで描くと原作の重要な部分が損なわれるうえに、七海燈子だけの作品になってしまうという考えで一致した加藤と花田は、原作をなぞるかたちで制作することを決めた。脚本会議には原作者である仲谷がすべて出席したほか、作中で描かれる劇の脚本や昔の生徒会劇の冒頭、キャラクター同士のLINEのやりとりの文章などを仲谷が手掛けた。

### 演出
本作の演出にあたって、加藤は侑の心の動きを風で舞い上がる葉やカップのなかの紅茶、日光の移ろいといった情景で表現するなど、背景美術や足元のみのカットといった比喩表現を多く取り入れた。こうした演出を行った理由について加藤は、自分自身の解釈を伝えるのではなく、視聴者自身に独自の解釈を持ってもらうためであるとしている。
オープニングとエンディングの絵コンテや演出も加藤が担当した。オープニングでは加藤は自身が以前監督を務めた『櫻子さんの足下には死体が埋まっている』から着想を得て登場人物の二面性を表現したほか、物語の展開や登場人物の心情に沿った花言葉にあわせて花が描かれている。

### キャラクターデザイン
本作のキャラクターデザインと総作画監督は合田浩章が務めた。また、原作者である仲谷がキャラクターデザインの監修を務めた。キャラクターデザインについて、合田は仲谷と話しあったうえで、キャラクターの魅力を活かすために原作から逸れたデザインにするのではなく、原作そっくりに描くことを決めた。合田は、加藤が濃い演出をしていたため画は自己主張をしないように、なおかつ作品に溶け込む画を目指したと語っている。また、合田によると、清楚な雰囲気を出すためセックスアピールのような画は避けたという。

### キャスト・演技
本作のキャストは、アニメより前に作られた原作のプロモーションビデオですでに七海燈子を演じていた寿美菜子も含め、オーディションによって決められた。アフレコにあたっては、監督である加藤から制作側が用意した尺には合わせなくてもよいという指示が出され、そうして収録した仮の尺をもとにしてカッティングを行う手法が取られた。原作者である仲谷鳰も毎回アフレコに参加し、侑と燈子を中心に、キャラクターの解釈について確認を取った。

## 評価
『やがて君になる』は2019年のCrunchyroll Anime Awardsの「Best Animation」にノミネートされた。また、東京アニメアワードフェスティバル2020のアニメファン賞において6位となった。このほか、アニメ！アニメ！が主催する「ネットユーザーが本気で選ぶ！アニメ総選挙2018年間大賞」では21作品中10位となった。
Anime News NetworkのRose Bridgesは、本作では10代特有の悩みやLGBTについて描かれており、百合ジャンルではめったに見られないリアリズムがあると評して2018年の秋アニメのなかで最高評価を与えた。Comic Book Resourcesは、本作は同性に恋をしたことをきっかけに自らのセクシュアリティを見つけ出そうとしている物語であるとし、プライド月間に見るべき10のLGBTQ+アニメのひとつに本作を挙げた。また、Anime UK Newsも、本作はユニークながらも確実に、かつ説得力のある方法で多くのLGBT+についてのテーマを描いている格別のアニメであると評し、10点中9点の評価を与えた。その一方で、Anime News NetworkのNicki "YuriMother" Baumanは、アニメが物語の途中までしか描かれていないことで、アセクシュアリティにまつわる描写が不可視化されていると指摘している。

### 売り上げ
本作のブルーレイボックス第1巻の売り上げは発売初週で2,849枚、2週目の時点で3,723枚で、最高位は16位だった。第2巻の売り上げは発売初週で3,490枚で、最高位は7位だった。第3巻の売り上げは発売初週で3,293枚で、最高位は11位だった。第4巻の売り上げは発売初週で3,441枚で、最高位は13位だった。

## 主題歌
「君にふれて」は、本作のオープニングテーマ。ボンジュール鈴木が作詞・作曲を、鈴木Daichi秀行がアレンジを手掛け、安月名莉子が歌唱する。ボンジュール鈴木は本作のオープニングテーマの制作にあたって、「君にふれて」のもととなったエモーショナルな曲と、可愛い曲の2曲を送ったという、安月名はオーディションで本曲の歌手として選ばれた。安月名は、サビに近づくにつれてメロディーが高くなるところなどから、良い意味でアニメソングらしくないアニメソングだと感じたという。
「hectopascal」は、本作のエンディングテーマ。本多友紀が作曲、中村彼方が作詞、脇眞富が編曲し、小糸侑役の高田憂希と七海燈子役の寿美菜子が歌唱する。エレクトロダンス風のキャラクターソングになっている。

## 各話リスト
| 話数   | サブタイトル                       | 絵コンテ      | 演出       | 作画監督                                             | 作画監督協力                             | 出典   |
| ------ | ---------------------------------- | ------------- | ---------- | ---------------------------------------------------- | ---------------------------------------- | ------ |
| 第1話  | わたしは星に届かない               | 加藤誠        | 加藤誠     | 合田浩章                                             | 大橋知華                                 | [ 33 ] |
| 第2話  | 発熱／初恋申請                     | 加藤誠 渡部周 | 渡部周     | 牧野竜一                                             | -                                        | [ 33 ] |
| 第3話  | まだ大気圏／わたしを好きな人       | 加藤誠        | 守田芸成   | 松本昌子                                             | -                                        | [ 33 ] |
| 第4話  | 好きとキスの距離／役者じゃない     | 中井準        | 髙田昌豊   | 鈴木勇                                               | 山本碧                                   | [ 33 ] |
| 第5話  | 選択問題／続・選択問題             | 林宏樹        | 羽多野浩平 | 柏淳志 平山寛菜 室山祥子 油布京子                    | 後藤麻梨子 関口雅浩 寺尾憲治 池田広明    | [ 33 ] |
| 第6話  | 言葉は閉じ込めて／言葉で閉じ込めて | あおきえい    | 渡部周     | 仁井学                                               | -                                        | [ 33 ] |
| 第7話  | 秘密のたくさん／種火               | 日下部智津子  | 境隼人     | 中野友貴 日下部智津子                                | -                                        | [ 33 ] |
| 第8話  | 交点／降り籠める                   | 磐田義隆      | 守田芸成   | 池田広明 加藤里香                                    | 鈴木勇                                   | [ 33 ] |
| 第9話  | 位置について／号砲は聞こえない     | 林宏樹        | 髙田昌豊   | 牧野竜一 合田浩章 大橋知華                           | -                                        | [ 33 ] |
| 第10話 | 私未満／昼の星／逃げ水             | 林宏樹        | 渡部周     | 鈴木勇 加藤里香                                      | 古矢好二 丸岡功治                        | [ 33 ] |
| 第11話 | 三角形の重心／導火                 | 磐田義隆      | 川奈可奈   | つしまゆりか 岩田幸子 なつのはむと 瀧澤茉夕 池田広明 | 萩原省智 清水拓磨 金城優 杉本幸子 王悦春 | [ 33 ] |
| 第12話 | 気が付けば息も出来ない             | 中井準        | 渡部周     | 加藤里香                                             | 古矢好二                                 | [ 33 ] |
| 第13話 | 終着駅まで／灯台                   | 加藤誠        | 加藤誠     | 牧野竜一 サトウミチオ 鈴木勇 大橋知華                | 古矢好二 猪股雅美                        | [ 33 ] |

## 放送
| 放送期間                 | 放送時間                     | 放送局      | 対象地域 | 備考                        |
| ------------------------ | ---------------------------- | ----------- | -------- | --------------------------- |
| 2018年10月5日 - 12月28日 | 金曜 21:30 - 22:00           | AT-X        | 日本全域 | 製作参加 / リピート放送あり |
|                          | 金曜 22:30 - 23:00           | TOKYO MX    | 東京都   |                             |
| 2018年10月6日 - 12月29日 | 土曜 0:30 - 1:00（金曜深夜） | KBS京都     | 京都府   |                             |
|                          |                              | サンテレビ  | 兵庫県   |                             |
|                          | 土曜 1:00 - 1:30（金曜深夜） | BS11        | 日本全域 | 『ANIME+』枠                |
|                          | 土曜 3:05 - 3:35（金曜深夜） | テレビ愛知  | 愛知県   |                             |
| 2018年10月7日 - 12月30日 | 日曜 2:30 - 3:00（土曜深夜） | TVQ九州放送 | 福岡県   |                             |

| 配信開始日     | 配信時間         | 配信サイト |
| -------------- | ---------------- | --- |
| 2018年10月5日  | 金曜 22:00 更新  | dアニメストア |
| 2018年10月12日 | 金曜 0:00 更新   | Netflix Amazonプライム・ビデオ ビデオパス J:COMオンデマンド ひかりTV FOD あにてれ GYAO! ニコニコ動画 Rakuten TV ビデオマーケット DMM.com |
|                | 金曜 0:00 - 0:30 | AbemaTV |
|                | 金曜 12:00 更新  | バンダイチャンネル U-NEXT アニメ放題 HAPPY!動画                                                                                          |

## 関連商品・メディア

### BD / DVD
2018年12月から2019年3月にかけてKADOKAWAから全4巻のBlu-rayとDVDが発売された。各巻の初回生産限定盤には原作者である仲谷鳰による描き下ろし収納ケースや合田浩章による描き下ろしデジパック、ブックレットなどが付属する。また、各巻にはキャストやスタッフによるオーディオコメンタリーが収録された。日本国外では、2019年12月17日にアメリカ合衆国のSentai Filmworksからブルーレイディスクとプレミアムボックスセットが発売された。
| 巻 | 発売日         | 収録話          | 規格品番   | 規格品番   | 出典   |
| 巻 | 発売日         | 収録話          | BD         | DVD        | 出典   |
| -- | -------------- | --------------- | ---------- | ---------- | ------ |
| 1  | 2018年12月21日 | 第1話 - 第3話   | ZMXZ-12661 | ZMBZ-12671 | [ 38 ] |
| 2  | 2019年1月30日  | 第4話 - 第6話   | ZMXZ-12662 | ZMBZ-12672 | [ 38 ] |
| 3  | 2019年2月27日  | 第7話 - 第9話   | ZMXZ-12663 | ZMBZ-12673 | [ 38 ] |
| 4  | 2019年3月27日  | 第10話 - 第13話 | ZMXZ-12664 | ZMBZ-12674 | [ 38 ] |

### CD
|     | 発売日         | タイトル                                               | 規格品番   | 出典   |
| --- | -------------- | ------------------------------------------------------ | ---------- | ------ |
| OP  | 2018年7月18日  | 君にふれて                                             | ZMCZ-12648 | [ 39 ] |
| ED  | 2018年11月28日 | hectopacal                                             | ZMCZ-12649 | [ 39 ] |
| OST | 2018年12月19日 | TVアニメ「やがて君になる」オリジナル・サウンドトラック | ZMCZ-12791 | [ 39 ] |

### ウェブラジオ
2018年10月4日から音泉にて高田憂希と寿美菜子をパーソナリティとするWebラジオ『やがて君になる〜私、このラジオ好きになりそう〜』が全12回にわたり放送された。